# Меньщиков Олександр Іванович
Олександр Іванович Меньщиков (рос. Александр Иванович Меньщиков; нар. 1 жовтня 1973, Курган, Курганська область, РРФСР) — російський борець греко-римського стилю, чемпіон та срібний призер чемпіонатів світу, дворазовий бронзовий призер чемпіонатів Європи, бронзовий призер Кубку світу, учасник Олімпійських ігор. Заслужений майстер спорту Росії з греко-римської боротьби.

## Життєпис
У 1985 році почав займатися в секції греко-римської боротьби. Перший тренер — Михайло Шумков. У 1989 році був запрошений до збірної команди Курганськоъ області, де тренувався під керівництвом заслуженого тренера Росії Вадима Федоровича Горбенка. З 1990 року почав брати участь у великих змаганнях. Виступав за Російську Армію (Самара) та Профспілки (Курган). Чотириразовий чемпіон Росії (1999—2001 — до 85 кг; 2005 — до 96 кг). Срібний (1997 — до 85 кг) і бронзовий (1992, 1994 — до 82 кг; 1998 — до 85 кг) призер чемпіонатів Росії. У збірній команді Росії з 1995 по 2005 рік. Завершив спортивну кар'єру в 2005 році.
У 1997 році закінчив Курганський державний педагогічний інститут, у 2007 році — Уральську академію державної служби.
Після завершення спортивної кар'єри перейшов на тренерську роботу. У 2008 році був старшим тренером збірної Росії з греко-римської боротьби на XXIX Олімпійських іграх в Пекіні. Директор Курганської обласної спеціалізованої дитячо-юнацької спортивної школа олімпійського резерву № 2. Президент Курганської обласної федерації спортивної боротьби. Заслужений тренер Росії. Організував відкритий Всеросійський турнір «Зауралля» з греко-римської боротьби на призи Олександра Меньщикова, що став традиційним.
15 грудня 2013 року був факелоносцем в Естафеті Олімпійського вогню в Кургані. Нагороджений медалями ордена «За заслуги перед Вітчизною» I і II ступеня, Почесною грамотою Президента Російської Федерації (2013).
Член Регіональної координаційної Ради прихильників Партії «Єдина Росія».

## Нагороди
Нагороджений медалями ордена «За заслуги перед Вітчизною» I і II ступеня, Почесною грамотою Президента Російської Федерації (2013).

## Спортивні результати на міжнародних змаганнях

### Виступи на Олімпіадах
| Змагання                    | Збірна | Вагова категорія                 | Місце |
| --------------------------- | ------ | -------------------------------- | ----- |
| Літні Олімпійські ігри 2000 | Росія  | греко-римська боротьба, до 85 кг | 13    |

### Виступи на Чемпіонатах світу
| Змагання                        | Збірна | Вагова категорія                 | Місце  |
| ------------------------------- | ------ | -------------------------------- | ------ |
| Чемпіонат світу з боротьби 1998 | Росія  | греко-римська боротьба, до 85 кг | Золото |
| Чемпіонат світу з боротьби 1999 | Росія  | греко-римська боротьба, до 85 кг | 14     |
| Чемпіонат світу з боротьби 2001 | Росія  | греко-римська боротьба, до 85 кг | 4      |
| Чемпіонат світу з боротьби 2002 | Росія  | греко-римська боротьба, до 84 кг | Срібло |

### Виступи на Чемпіонатах Європи
| Змагання                         | Збірна | Вагова категорія                 | Місце  |
| -------------------------------- | ------ | -------------------------------- | ------ |
| Чемпіонат Європи з боротьби 1999 | Росія  | греко-римська боротьба, до 85 кг | Бронза |
| Чемпіонат Європи з боротьби 2000 | Росія  | греко-римська боротьба, до 85 кг | Бронза |
| Чемпіонат Європи з боротьби 2001 | Росія  | греко-римська боротьба, до 85 кг | 15     |
| Чемпіонат Європи з боротьби 2004 | Росія  | греко-римська боротьба, до 84 кг | 12     |

### Виступи на Кубках світу
| Змагання                    | Збірна | Вагова категорія                 | Місце  |
| --------------------------- | ------ | -------------------------------- | ------ |
| Кубок світу з боротьби 1997 | Росія  | греко-римська боротьба, до 85 кг | 6      |
| Кубок світу з боротьби 2003 | Росія  | греко-римська боротьба, до 84 кг | Бронза |
| Кубок світу з боротьби 2005 | Росія  | греко-римська боротьба, до 96 кг | 6      |

### Виступи на інших змаганнях
| Змагання                                                      | Збірна | Вагова категорія                 | Місце  |
| ------------------------------------------------------------- | ------ | -------------------------------- | ------ |
| Кубок Вантаа з боротьби 1996                                  | Росія  | греко-римська боротьба, до 82 кг | Золото |
| Ігри Балтійського моря 1997                                   | Росія  | греко-римська боротьба, до 85 кг | Срібло |
| Олімпійський кваліфікаційний турнір з боротьби 2000 (Фаенца)  | Росія  | греко-римська боротьба, до 85 кг | Золото |
| Олімпійський кваліфікаційний турнір з боротьби 2000 (Ташкент) | Росія  | греко-римська боротьба, до 85 кг | 4      |
| Чемпіонат світу з боротьби серед військовослужбовців 2005     | Росія  | греко-римська боротьба, до 96 кг | Бронза |